# ロベルト・カマルディエル
ロベルト・カマルディエル・エスクデロ（Roberto Camardiel Escudero、1917年11月29日 - 1989年6月15日）は、 1960年代半ばから1970年代にかけてマカロニ・ウエスタンで活躍したスペインの男優。ロバート・カマーディエルとクレジットされることもあった。

## 人物
アラゴン州サラゴサ出身。1960年代からは自国ロケの外国映画にも進出した。肥満体と髭面の豪放な外見を生かして『南から来た用心棒』に於ける盗賊のダブル・ウィスキーに代表されるコミカルさが持ち味で、その姉妹編の『アリゾナ無宿 レッドリバーの決闘』でも同役を演じた。この系統は『荒野の無頼漢』などでも引き継がれた。一方、『情無用のジャンゴ』に於ける顔役ソロに代表される様なシリアスな役どころも見られる。

## 出演作品
- 『南から来た用心棒』（1966年）ミケーレ・ルーポ監督
- 『情無用のジャンゴ』（1966年）ジュリオ・クエスティ監督
- 『アリゾナ無宿/レッドリバーの決闘』（1970年/未/TV放映）セルジオ・マルティーノ監督
- 『荒野の無頼漢』（1971年）アンソニー・アスコット（ジュリアーノ・カルニメーオ）監督
- 『ロード島の要塞』（1961年）セルジオ・レオーネ監督
- 『荒野の群盗』（1964年）
- 『夕陽のガンマン』（1965年）セルジオ・レオーネ監督
- 『続・さすらいの一匹狼』（1965年）ジョージ・フィンレイ（ジョルジオ・ステガーニ）監督
- 『奴らは俺がやる（奴らは俺が殺る）（遺恨10年二代目ジェームス）』（1965年/未/TV放映）
- 『奴らに高く吊るされろ!』（1965年/未/TV放映）
- 『左利きのガンファイター』（1965年/未ソフト化）ジャンフランコ・パロリーニ監督
- 『復讐のガンマン』（1966年）セルジオ・ソリーマ監督
- 『砂漠の10万ドル』（1966年/未/TV放映）
- 『殴りこみ兄弟』（1967年）フランク・グラフィールド（フランコ・ジラルディ）監督
- 『白昼の大列車強盗』（1967年/未公/TV放映）マイク・パーキンス（マリオ・カイアーノ）監督
- 『十字架の用心棒』（1968年/未/TV放映）ダリオ・シルヴェストリ（マリーノ・ジロラーミ）監督
- 『脱獄の用心棒』（1968年/未/TV放映）
- 『新・さすらいの用心棒 ベン&チャーリー』（1971年/未/TV放映）ミケーレ・ルーポ監督
- 『続・荒野の無頼漢』（1972年/未/TV放映）アンソニー・アスコット（ジュリアーノ・カルニメーオ）監督

| スタブアイコン | サブスタブ | この項目は、まだ閲覧者の調べものの参照としては役立たない、俳優（男優・女優）に関連した書きかけの項目です。この項目を加筆・訂正などしてくださる協力者を求めています（P:映画/PJ芸能人）。 |